# Centrum Medyczne w Teksasie

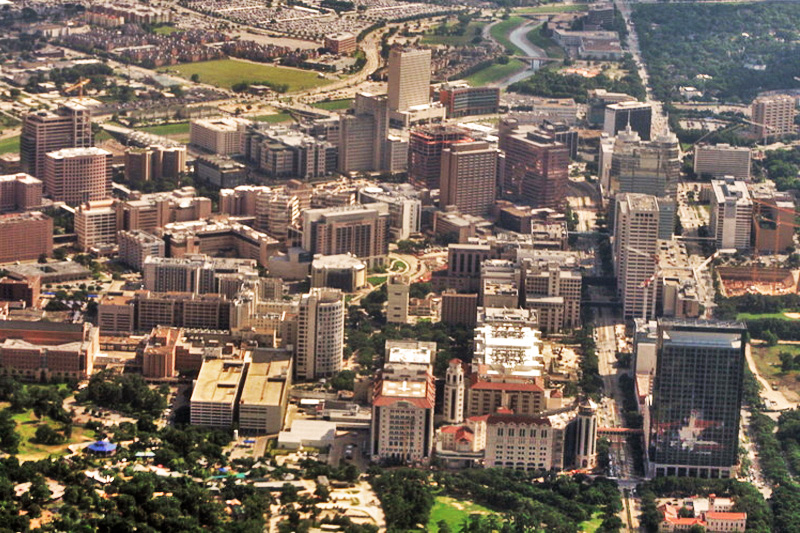
Widok z góry na Texas Medical Center

Centrum Medyczne w Teksasie (ang. Texas Medical Center, hiszp. Centro Médico de Texas) – największe centrum medyczne w Stanach Zjednoczonych oraz na świecie. Siedziba centrum znajduje się w Houston, w stanie Teksas, niemniej jednak kilka placówek badawczych znajduje się Galveston, na terenie tamtejszego uniwersytetu. W skład kompleksu wchodzi 49 instytucji zajmujących się różnymi dziedzinami medycyny, 13 szpitali specjalistycznych, dwie szkoły medyczne, 4 centra stomatologiczne, centrum nauk farmaceutycznych oraz zdrowia publicznego. Cały obszar, które zajmuje centrum medyczne jest łącznie większy niż centrum miasta Dallas. Corocznie Texas Medical Center jest odwiedzane przez 5 milionów pacjentów, w tym ponad 10 tysięcy wizyt pacjentów spoza Stanów Zjednoczonych. W 2010 roku Centrum Medyczne Uniwersytetu stanu Teksas w Galveston stało się oficjalnie częścią Texas Medical Center, a zarazem pierwszą instytucją tego typu w kraju włączaną w skład centrum znajdującą się poza granicami miasta Houston.